# Tâm lý bài Tây Tạng
Tình cảm bài Tây Tạng đề cập đến sự sợ hãi, ghét, thù địch và phân biệt chủng tộc đối với người dân Tây Tạng hoặc bất cứ điều gì liên quan đến văn hóa Tây Tạng nói chung. Tình cảm bài Tây Tạng đã xuất hiện ở nhiều vùng khác nhau của Bhutan, Trung Quốc, Ấn Độ và Nepal vào nhiều thời điểm khác nhau. Tình cảm bài Tây Tạng ở Nam Á là do sự hiện diện của những người nhập cư Tây Tạng ở các nước đó. Tình cảm bài Tây Tạng ở Trung Quốc là do Tây Tạng đã bị thôn tính bởi Trung Quốc nhiều lần trong nhiều thế kỷ (Tây Tạng hiện đang nằm dưới sự quản lý của Cộng hòa Nhân dân Trung Hoa), điều này đã tạo ra căng thẳng giữa người Tây Tạng và người Hán.

## Bhutan
Chính phủ Bhutan đã đồng ý tiếp nhận 4000 người tị nạn Tây Tạng. Những thường dân người Bhutan ngày càng tỏ ra bực bội với những người tị nạn Tây Tạng vì họ từ chối hòa nhập vào văn hóa Bhutan.

## Trung Quốc
Kể từ khi thành lập, Đảng Cộng sản Trung Quốc (CCP), đảng chính trị cầm quyền hợp pháp duy nhất của CHND Trung Hoa (bao gồm cả Tây Tạng), đã phân phát các tài liệu lịch sử miêu tả văn hóa Tây Tạng là man rợ để biện minh cho sự kiểm soát của Trung Quốc đối với lãnh thổ Tây Tạng. Do đó, nhiều thành viên của xã hội Trung Quốc có cái nhìn tiêu cực về Tây Tạng, điều này có thể được hiểu là hành vi phân biệt chủng tộc. Quan điểm truyền thống cho rằng Tây Tạng trong lịch sử là một xã hội phong kiến thực hành chế độ nông nô / nô lệ và điều này chỉ thay đổi do ảnh hưởng của Trung Quốc.
Đảng Cộng sản Trung Quốc cũng thúc đẩy quan điểm rằng một số nhân vật lịch sử cổ đại của Trung Quốc đã ảnh hưởng mạnh mẽ đến nhiều khía cạnh của nền văn hóa cơ bản của Tây Tạng như một phần của chiến dịch hợp pháp hóa sự kiểm soát của Trung Quốc đối với Tây Tạng. Một trong những nhân vật như vậy là công chúa Wencheng, một công chúa cổ đại của Trung Quốc, người đã cố ý kết hôn với vua Songsten Gampo của Tây Tạng và giới thiệu Phật giáo cũng như nhiều hình thức "văn minh" khác đến Tây Tạng. Bằng chứng về tính hợp pháp của những tuyên bố đưa ra về Công chúa Wencheng còn hạn chế.
Một số người cực đoan ở Trung Quốc tin rằng người Hán, người Tây Tạng và người Mông Cổ thuộc cùng một nhóm dân tộc và / hoặc chủng tộc và sự khác biệt của họ chỉ mang tính khu vực chứ không phải do di truyền.

## Ấn Độ
Tại Arunachal Pradesh, một khu vực giáp với Tây Tạng và được Trung Quốc tuyên bố là Nam Tây Tạng, đã có một chiến dịch bài ngoại và chính quyền bang yêu cầu trục xuất khoảng 12.000 người Tây Tạng nhận được nhiều sự ủng hộ của người dân địa phương, nhưng chính phủ Ấn Độ đã "tức giận bởi các sáng kiến của chính quyền bang".
Các Monpas, một dân tộc có liên quan đến sắc tộc và văn hóa với người Tây Tạng đã phản đối những người tị nạn Tây Tạng trong tiểu bang của họ.

## Nepal
Người Tây Tạng và các nhóm dân tộc Himalaya có nguồn gốc Tây Tạng như Sherpa và Tamang đôi khi được gọi một cách đặc biệt là "bhotey", là từ tiếng Nepal để chỉ một người từ Tây Tạng, nhưng được sử dụng như một tiếng nói lóng.